# Rada duszpasterska
Rada duszpasterska – w Kościele katolickim organ doradczy biskupa diecezjalnego.
Głównym zadaniem Rady jest analiza działań pasterskich i definiowanie praktycznych wniosków, które mają wspomóc pracę ordynariusza. Rada nie ma żadnych kompetencji, pozostając jedynie głosem doradczym. Publikacja wniosków, zakresy działań i tematów podejmowanych przez Radę zależą do decyzji biskupa.
Radę duszpasterską powołuje i jej statut określa biskup diecezjalny. Z chwilą wakansu katedry biskupiej Rada zostaje rozwiązana, a jej ponowne powołanie zależne jest od decyzji następcy.
Radę duszpasterską powinni stanowić przede wszystkim świeccy, którzy w sposób proporcjonalny mają odzwierciedlać społeczeństwo diecezji. Do Rady należeć powinni również przedstawiciele duchowieństwa diecezjalnego oraz zgromadzeń zakonnych działających na terenie diecezji.
Rada powinna gromadzić się przynajmniej raz w roku.
Działalność Rady duszpasterskiej określa Kodeks prawa kanonicznego (kan. 511-514), ale jej istnienie w diecezji nie jest obowiązkowe.